# Le Mulet se vantant de sa généalogie
Pour les articles homonymes, voir Mulet (homonymie).
Ne pas confondre avec l'autre fable de La Fontaine, Les Deux Mulets.
Le Mulet se vantant de sa généalogie est la septième fable du livre VI de Jean de La Fontaine situé dans le premier recueil des Fables de La Fontaine, édité pour la première fois en 1668.
Le mulet d'un prélat se piquait de noblesse

       Et ne parlait incessamment

       Que de sa mère la jument,

       Dont il contait mainte prouesse.

Elle avait fait ceci, puis avait été là.

       Son fils prétendait pour cela

       Qu'on le dût  mettre dans l'histoire.

Il eût cru s'abaisser servant un médecin.

Étant devenu vieux, on le mit au moulin:

Son père l'âne alors lui revint en mémoire.

       Quand le malheur ne serait bon

       Qu'à mettre un sot à la raison,

       Toujours serait-ce à juste cause

       Qu'on le dit bon à quelque chose.
— Jean de La Fontaine, Fables de La Fontaine, Le mulet se vantant de sa généalogie